# Rachel Chagall
Rachel Chagall, all'anagrafe Rachel Levin (New York, 24 novembre 1952), è un'attrice statunitense.

## Biografia
Rachel Chagall è nata da una famiglia ebrea. Portatrice - a partire dal 1982 - di una forma benigna della sindrome di Guillain-Barré, nel 1987 è stata scelta dal regista Luis Mandoki per dare volto a Gabriela Brimmer, attivista messicana resa disabile da una paralisi cerebrale congenita, nel film Gaby - Una storia vera (accreditatavi col vero nome), venendo poi candidata al Golden Globe come migliore attrice protagonista . In seguito l'attrice ha recitato tra l'altro nei film Calda emozione e Una cena quasi perfetta. Dal 2006 non è più attiva.

## Vita privata
Dal 1999 è sposata con 	Greg Lenert. Ha due figli gemelli: una femmina, Eve, e un maschio, Jonah. . Vive a New York, nel quartiere di Manhattan. 

## Filmografia parziale

### Cinema
- Gaby - Una storia vera (Gaby: A True Story), regia di Luis Mandoki (1987)
- Calda emozione (White Palace), regia di Luis Mandoki (1990)
- Una cena quasi perfetta (The Last Supper), regia di Stacy Title (1995)
- Odessa or Bust, regia di Brian Herskowitz (2001) - cortometraggio

### Televisione
- La tata (The Nanny) - serie TV, 79 episodi (1993-1999)
- Just Shoot Me! - serie TV, 1 episodio (1998)
- Squadra Med - Il coraggio delle donne (Strong Medicine) - serie TV, 1 episodio (2004)
- Le cose che amo di te (What I Like About You) - serie TV, 1 episodio (2006)

## Doppiatrici italiane
- Giuppy Izzo in Calda emozione
- Valeria Perilli in La tata
- Susanna Javicoli in Una cena quasi perfetta[4]
- Donatella Fanfani in Squadra Med - Il coraggio delle donne[5]